# Nuez (fruto)
En botánica, el término nuez (o núcula) se aplica a un fruto seco indehiscente (aquenio), monospermo y con un pericarpio duro que deriva de un ovario ínfero cuya pared está endurecida.

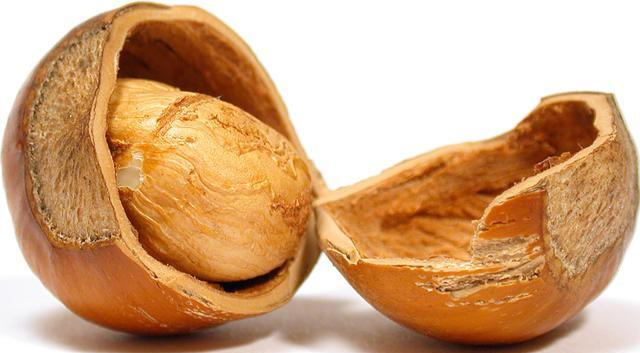
Un ejemplo de nuez en términos botánicos: una avellana abierta.

Se encuentran nueces en géneros botánicos del orden de las Fagales, por ejemplo:
- Avellanas
- Bellotas
- Castañas

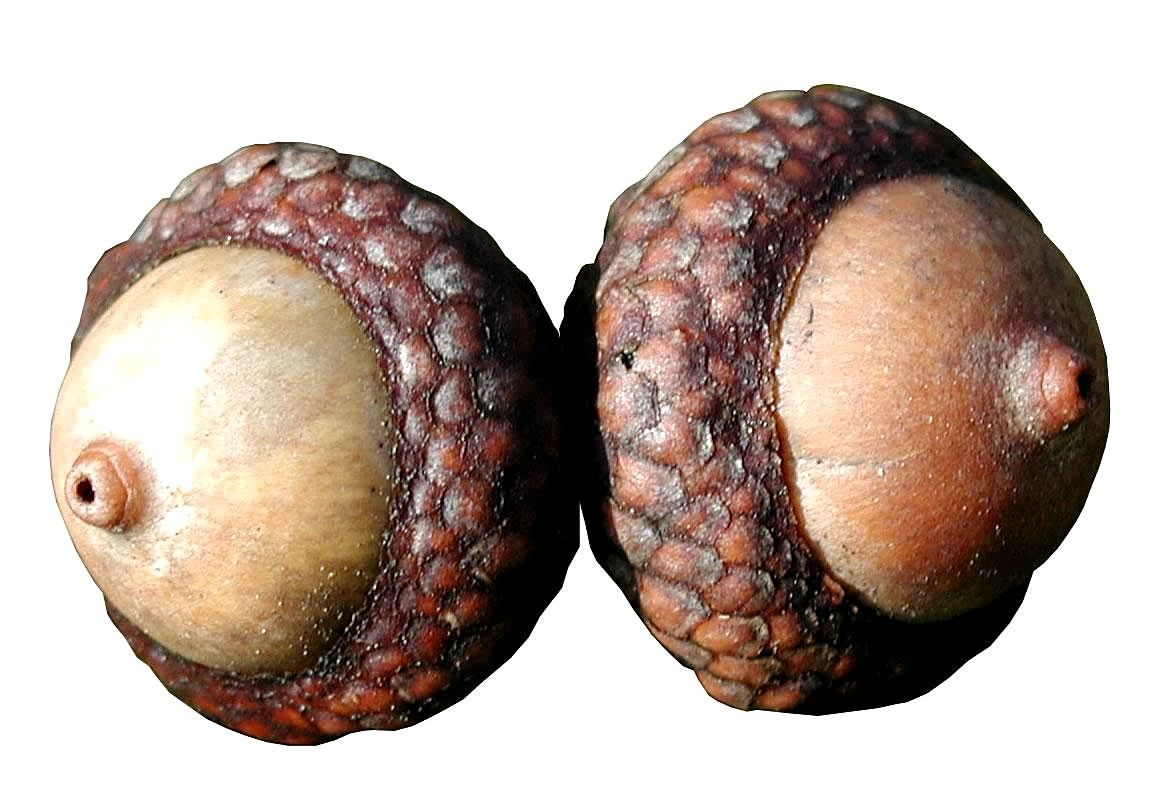
Otro ejemplo de nuez en términos botánicos: unas bellotas.

Contrariamente a lo que pueda parecer, el fruto del nogal —la 'nuez' común del comercio— no es botánicamente una nuez, sino una "drupa involucrada" o trima porque tiene un pericarpio carnoso derivado del involucro y no de la pared del ovario como las verdaderas nueces.
Este también es el caso de la nuez de Macadamia, que no es una nuez en su sentido botánico, sino un "folículo",  un fruto seco monocarpelar y polispermo dehiscente por la zona ventral de dicho fruto.

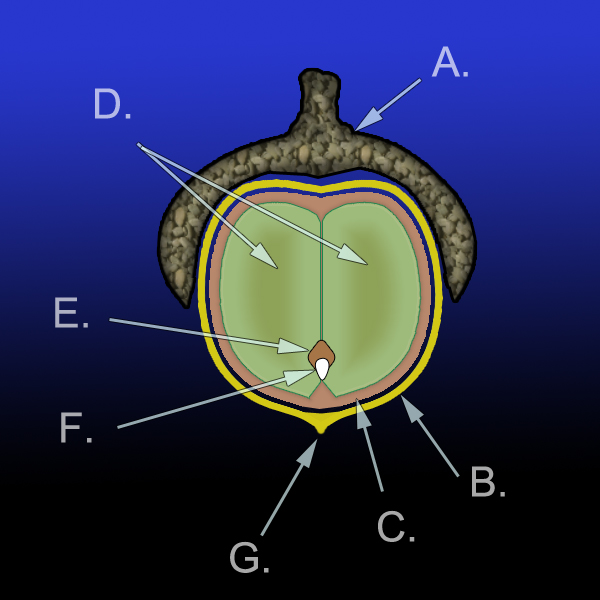
Diagrama de la anatomía de una bellota. A.) Cúpula
B.) Pericarpio (pared del fruto)
C.) Envuelta de la semilla (testa)
D.) Cotiledones (2)
E.) Plúmula
F.) Radícula
G.) Restos del estilo.
Los D., E., y F. juntos forman el embrión.

## Clasificación de plantas con nueces y otros frutos botánicos relacionados

### Nueces verdaderas o nueces botánicas

#### Avellanos

##### Avellano americano

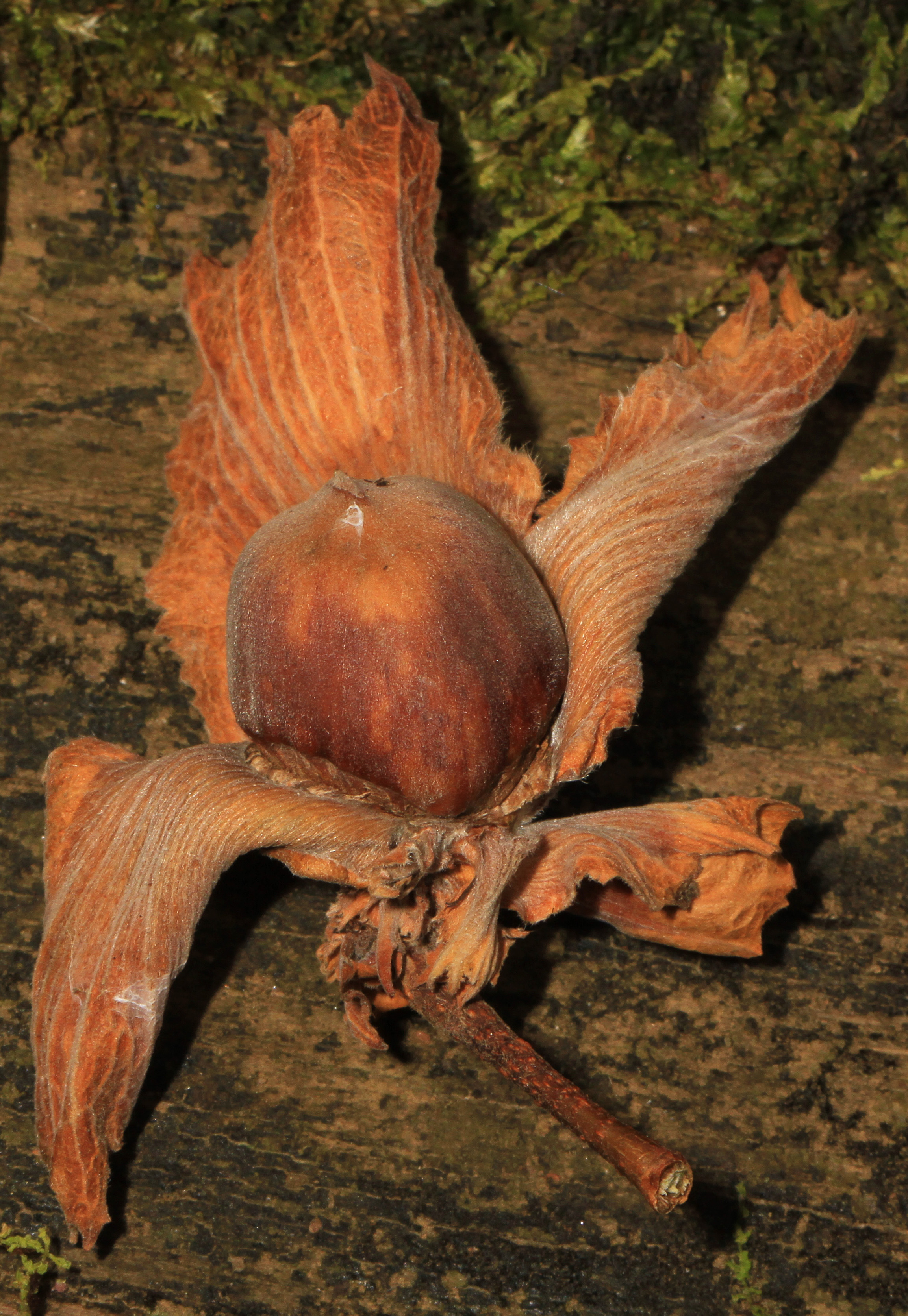
Fruto del avellano americano.

Corylus americana, el avellano americano, es una especie del género Corylus que es originaria del este de Norteamérica.
Las avellanas del avellano americano son un alimento de ardillas, ciervos, pavos, pájaros carpinteros, faisanes y otros animales. 

##### Avellano de pico
Corylus cornuta es una especie de arbusto caducifolio originario de Norteamérica, desde el sur de Canadá al sur de Georgia y California.
Corylus cornuta es nombrado así por su fruto, que es una nuez encerrada en una cáscara con una extensión tubular de 2-4 centímetros de largo que se asemeja a un pico.

##### Avellano europeo o común
El avellano común (Corylus avellana) es un árbol o arbusto caducifolio oriundo de Europa y Asia.

##### Avellano de Lambert

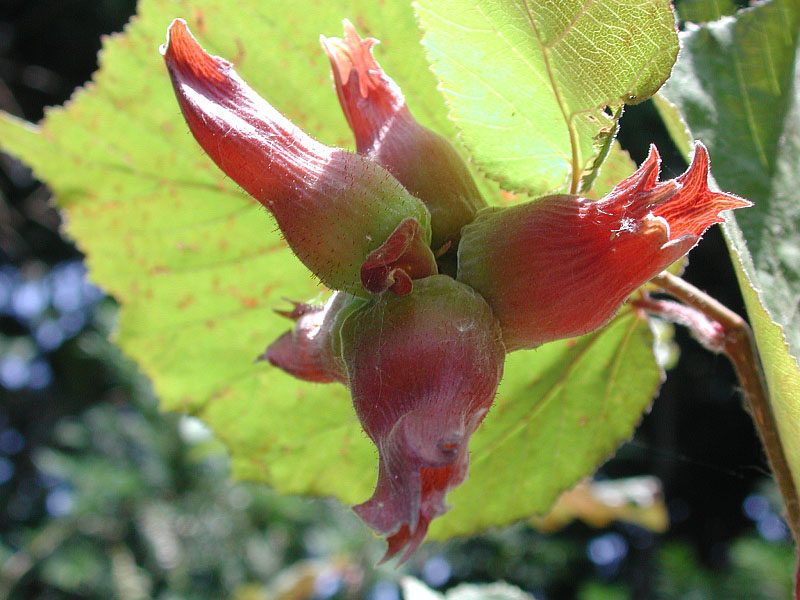
Fruto del avellano de Lambert.

Corylus maxima, el avellano de Lambert, es una especie de avellano oriunda del sureste de Europa y suroeste de Asia, desde los Balcanes hasta Ordu en Turquía.
El avellano de Lambert es muy parecido al avellano común (Corylus avellana), y se diferencia en que tiene las avellanas más encerradas en el involucro tubular. 
La avellana es comestible, y se parece mucho a la avellana común. 

##### Avellano asiático
El avellano asiático, Corylus heterophylla,  es un tipo de avellano, originario del norte y centro del este de Asia,  China, Corea, Japón, y la parte sudeste de Siberia.
El fruto es una nuez que aparece en grupos de entre 2 y 6. Cada nuez es de aproximadamente  de 0,7 a 1,5 cm en diámetro, parcialmente envuelta en una cubierta de entre 1,5 y 2,5 cm de longitud. El árbol es muy similar al avellano común de Europa y el oeste de Asia, y se diferencia en las hojas.

#### Bellota(Quercus)
La bellota es un fruto característico de las especies del género Quercus (familia Fagaceae).
Dentro de este género, hay numerosas especies arbóreas que dan bellotas como el roble, la encina, el alcornoque, el quejigo y el melojo. Esos frutos son los preferidos por las ardillas.
Para que la bellota pueda ser utilizada para el consumo humano, debe de ser previamente procesada para eliminar o neutralizar los taninos (o ácido tánico) que otorgan un sabor amargo a la bellota y es tóxico para los humanos; por ello se prefiere y recomienda el consumo solo de las variedades más dulces, las cuales presentan una menor concentración de taninos. 

#### Castaña de Castanea sativa
La castaña  es el fruto del castaño, Castanea sativa.
Los castaños son árboles de hasta 25-30 m de altura, de tronco derecho, corto y grueso (hasta 2 m de diámetro) y de corteza lisa, cenicienta o pardusca hasta los 15-20 años, después castaño-oscura y agrietada longitudinalmente con ramitas glabras, castaño-rojizas. 
El castaño se encuentra en el hemisferio norte. 
El fruto es una cápsula subglobosa muy espinosa (zurrón), dehiscente por 4 valvas, que mide entre 5-11 cm de diámetro y que contiene usualmente 2-3 aquenios que son las castañas propiamente dichas.

#### Castaño de Guayana

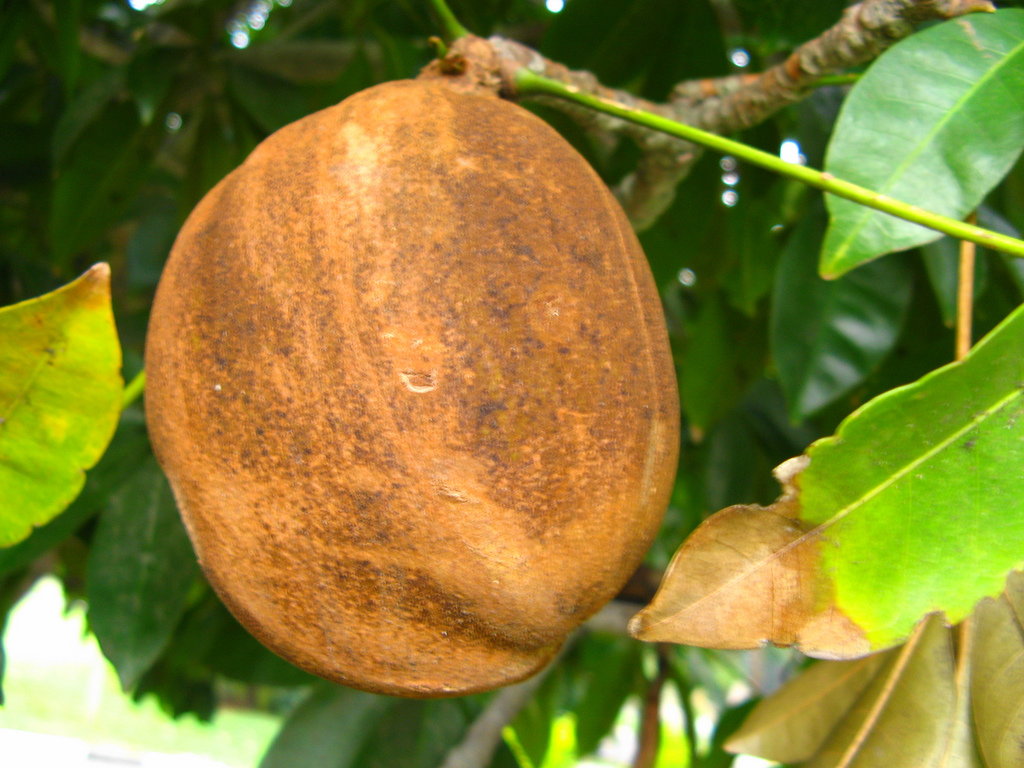
fruto del Castaño de Guayana.

El castaño de Guayana, es un árbol de la familia Bombaceae, y es nativa del norte de  Sudamérica y América Central.
El fruto es una cápsula globosa, dura, de color marrón claro, de hasta 30 cm de largo por 13 cm de diámetro, llena de semillas redondas que al madurar engordan (1,3 cm) y la abren.
Se cultiva por sus frutos comestibles. Su sabor es parecido al de los cacahuetes, pudiéndose comer crudo o cocido, o en una harina para hacer pan. Las hojas y las flores también son comestibles.

Esta especie también se utiliza como especie ornamental.

#### Frutos de las hayas (Fagus)

##### Haya americana
El haya americana es una especie de haya nativa del este de Norteamérica, desde Nueva Escocia por el noreste  hasta el sur de Ontario y Wisconsin por el oeste, llegando por el sur hasta el este de Texas y el norte de la Florida.
El haya americana es importante para la industria maderera. La madera es pesada, dura, resistente y fuerte.
El fruto es una concha con forma triangular con  de dos a tres nueces en el interior, pero en muchos casos no fructifican, especialmente en árboles solitarios. Los frutos del haya americana son consumidos por animales y pueden ser comestibles para los humanos, y se pueden cocinar, pero son muy pequeños y no tienen valor comercial.
El haya americana  no produce cantidades significativas de frutos hasta que el árbol tiene alrededor de 40 años.

##### Haya europea

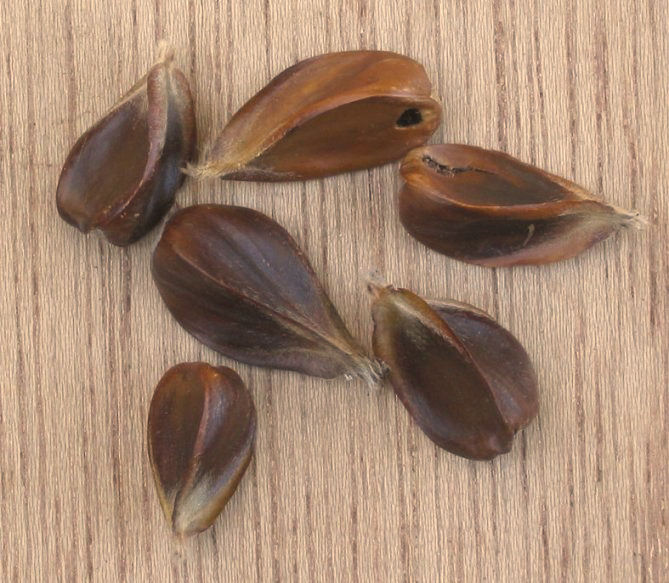
Frutos del haya europea.

El haya europea, el haya común, es un árbol caducifolio de la familia de las fagáceas.
Es un árbol muy longevo que se encuentra en casi toda Europa, desde el norte en Finlandia o Suecia hasta en pequeños relictos en Sicilia.
El fruto contiene de una a tres (generalmente dos) semillas, con forma de tetraedro, alargados y lustrosos, comestibles (con sabor a pipa de girasol) encerrados en una cúpula cubierta de cerdas bastante separadas. Al madurar se abre en cuatro valvas liberando las semillas o hayucos.

#### Johnstone River almond (Elaeocarpus bancroftii)
El Elaeocarpus bancroftii, llamado comúnmente Kuranda quandong, Johnstone River almond, ebony heart, grey nut, o nut tree es una planta floreciente endémica de Queensland (Australia). El fruto es relativamente grande.

#### Kurrajong (Brachychiton)
Brachychiton  es un género con 31 especies relacionado con la familia de las esterculiáceas (la misma del género Theobroma, el cacao) de árboles y grandes arbustos monoicos, nativo de Australia y, una especie, de Nueva Guinea.
Algunas especies se utilizan como fuente de fibras y otras como plantas ornamentales.

#### Nuez de la India (Aleurites moluccanus)
El árbol de la nuez de la India (Aleurites moluccanus) es un árbol originario sur de Asia del que se obtiene un aceite que es usado como barniz.
El hueso del fruto es un purgante sumamente peligroso y en Hawái es usado a manera de candela. El aceite es aperitivo, ligeramente tóxico.

#### Nuez bopple roja (Hicksbeachia pinnatifolia)
El Hicksbeachia pinnatifolia es un pequeño árbol en la familia Proteaceae. La especie es nativa de los bosques  subtropicales de Nueva Gales del Sur y Queensland en Australia. Nombres comunes incluyen Nuez bopple roja (Red Bopple Nut), Nuez de mono (Monkey Nut), Nuez roja (Red Nut), Nuez de res (Beef Nut), Nuez rosa (Rose Nut) y Roble sedoso de marfil (Ivory Silky Oak).
El árbol produce frutos rojos y carnosos durante la primavera y el verano. Estos contienen semillas comestibles.

#### Nuez de kola
Con el nombre de nuez de kola se denomina al fruto de algunas especies de árboles africanos los cuales contienen cafeína, por lo que son empleados como un ingrediente saborizante en bebidas. Puede tratarse de:
- El fruto de la especie Cola acuminata;
- El fruto de la especie Cola nitida;
- El fruto de otra de las 163 especies del género Cola que puede ser empleado con el mismo fin.

#### Palma africana de aceite o palma aceitera
El Elaeis guineensis, comúnmente llamada palma africana de aceite y palma aceitera, es una especie originaria del oeste y sudoeste de África y cultivado naturalizado en la actualidad en muchas partes del mundo para su uso para la producción de aceite de palma.
El fruto, conocido como "nuez" de palma, es de color rojizo del tamaño de una ciruela grande, y crece en grandes racimos. Cada fruto tiene una capa externa oleosa con una sola semilla también rica en aceite. Cuando están maduros cada racimo de las frutas pesa entre 5 y 30 kg. 

#### Ramón, ojoche o nogal maya
El ramón (Brosimum alicastrum), ojoche o nogal maya, es un árbol de la familia de las Moraceae, división de las angiospermas, que incluye en el género los Ficus y las moreras. Es endémico de Mesoamérica: desde México hasta Perú, pasando por Guatemala, El Salvador, Honduras, Nicaragua, Costa Rica, Panamá, Guyana, Venezuela, Brasil, Bolivia, Colombia, Ecuador. También se encuentra en las islas del Caribe: Cuba, Jamaica y Trinidad y Tobago.
El fruto es globoso, de 2 a 3 cm de diámetro, con pericarpio carnoso comestible de color verde amarillento cuando está madurando y tirando a anaranjado o rojo cuando está en sazón, de sabor y olor dulce. El fruto contiene generalmente una semilla (más raramente, hasta tres semillas por fruto, que son las llamadas nueces mayas). La semilla es casi esférica, de 1 a 2 cm de diámetro, con testa (piel) delgada de color castaño, y cotiledones verdes, gruesos y feculentos. Tostadas o cocidas tienen un sabor parecido a las castañas. Molidas sirven para hacer una harina negra con la que se hace pan o tortillas galletas, sopas, tortitas, café y harina para panqueques y atol. Pueden prepararse pasteles de diversos sabores, flanes, helados, pizzas, manjares y platos típicos.

#### Yellow walnut (Beilschmiedia bancroftii)
Beilschmiedia bancroftii es un árbol de la familia Lauraceae, originario de Queensland en Australia. Se conoce comúnmente como yellow walnut, yellow nut y canary ash.

### Plantas con drupas
Las plantas que aparecen a continuación generan sus frutos en forma de drupa, y no son nueces en el sentido botánico, aunque sus frutos pueden parecerse a las nueces y en algunos casos se les denomina así en lenguaje coloquial y por eso se listan también aquí.

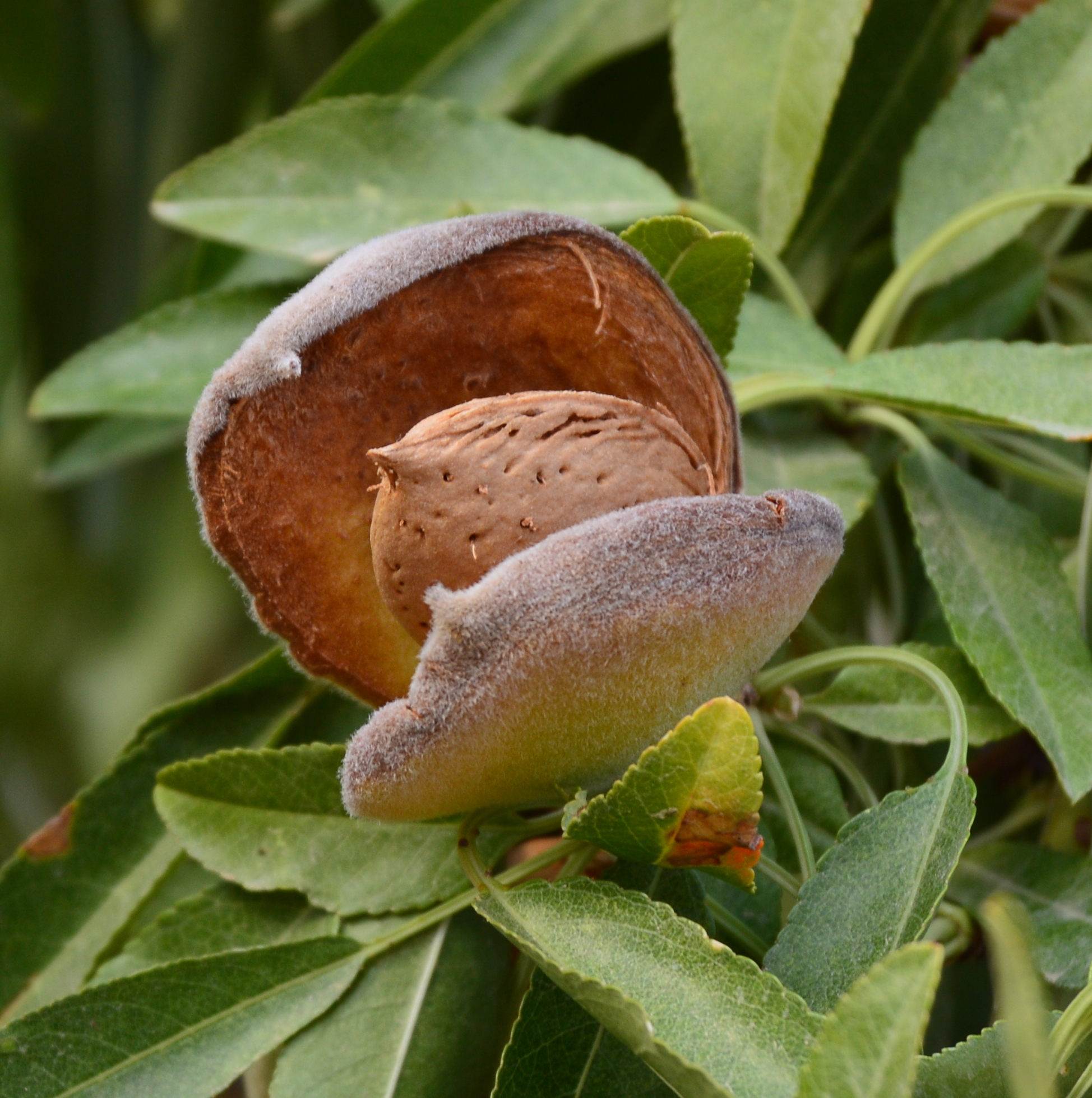
Un ejemplo de un fruto seco que es una drupa y no una nuez en términos botánicos: una almendra, todavía no madurada del todo, en su almendro.

#### Almendra (Prunus dulcis)
La almendra es el fruto del almendro (Prunus dulcis). Posee una película de color canela que la envuelve además de una cáscara exterior que no es comestible, que representa un peso importante de la almendra, y una piel verde que se va secando.
Prunus dulcis —syn. Prunus amygdalus—, el almendro, es un árbol de la familia de las rosáceas. Hay dos variedades: Prunus dulcis var. dulcis se cultiva desde hace milenios para aprovechar sus semillas, las almendras, como alimento y como materia prima para obtener su aceite; y Prunus dulcis var. amara, el almendro amargo, que produce semillas que no pueden ser consumidas normalmente por su contenido en amigdalina, una sustancia tóxica.

#### Anacardo

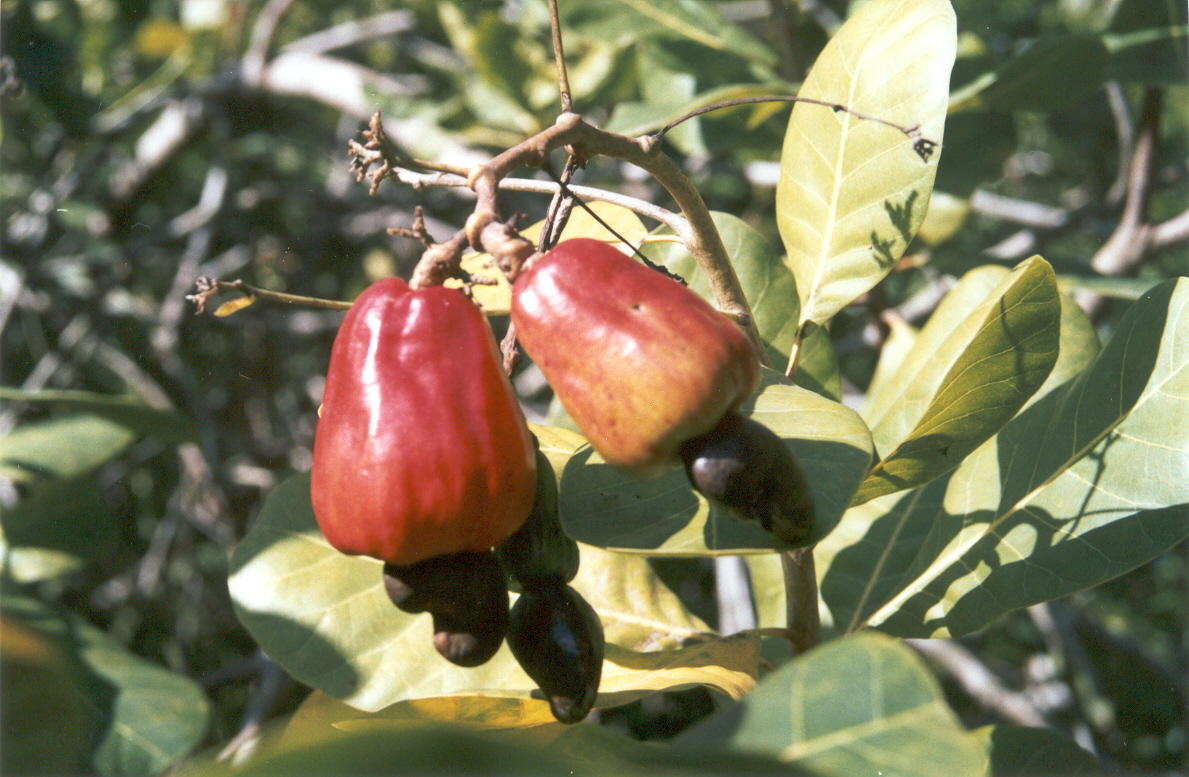
Frutos y castaña de cajú.

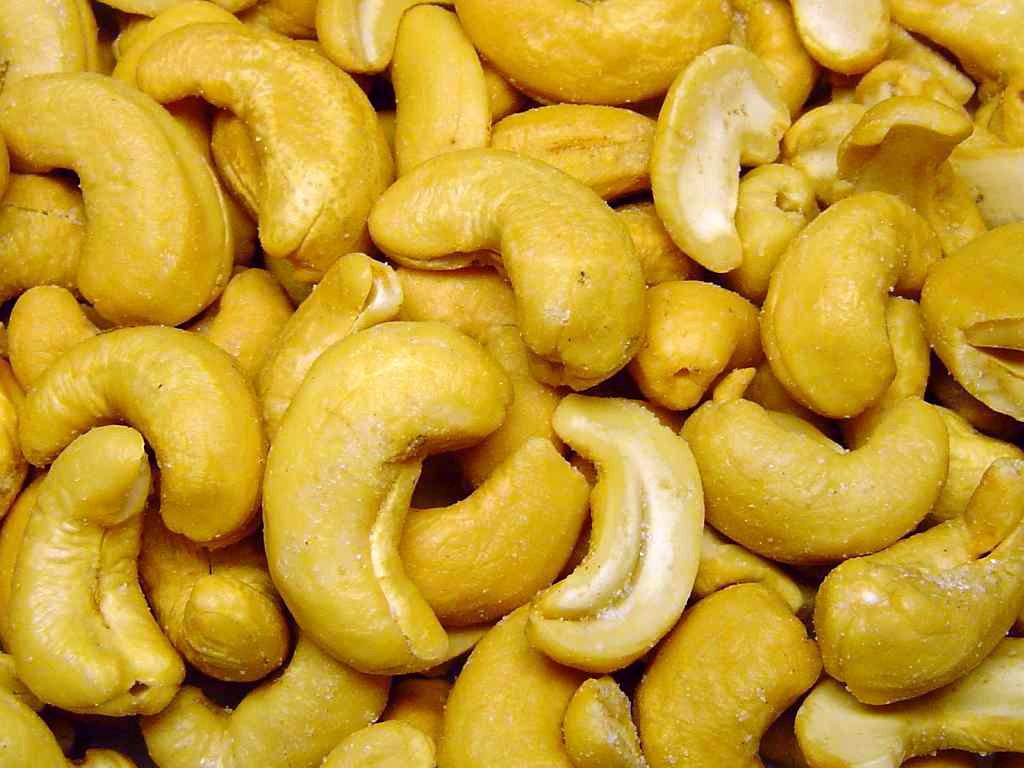
Frutos secos del cajú.

El Anacardium occidentale, también conocido como cayú, nuez de la India,  anacardo, merey, cajú, castaña de cajú, marañón, cajuil, caguil,  pepa o merey, es un árbol originario de Centroamérica, del nordeste de Brasil, costa de Colombia y sur de Venezuela.
El fruto consta de dos partes: el pseudofruto y la nuez o semilla.

#### Avellana de Chile

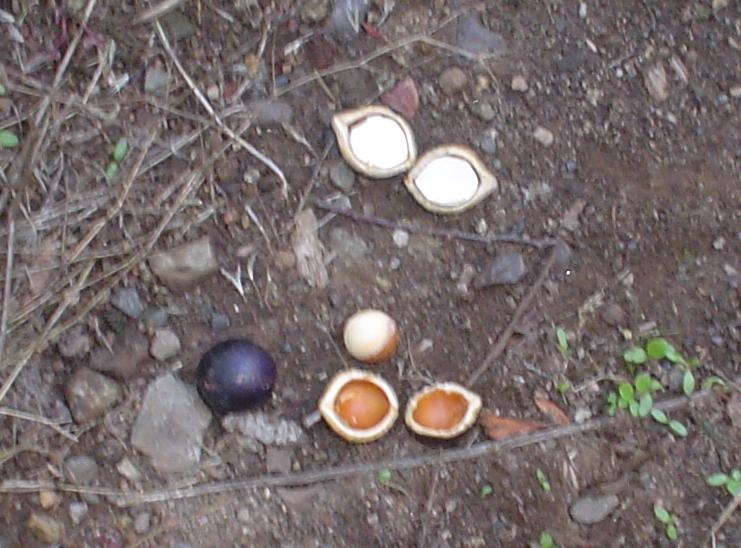
Fruto y nuez de Gevuina avellana.

La Gevuina avellana es la única especie del género Gevuina, de la familia Proteaceae. La especie se conoce con los nombres vulgares de avellano o avellano chileno y es un árbol siempreverde monoico. Crece en los bosques templados de Chile, entre los 35° y los 44° de latitud sur.
Su fruto, la avellana, es una nuez negra, con pericarpio leñoso y cotiledones blancos comestibles. Durante su desarrollo presenta cambios de coloración de verde a rojo y finalmente pardo oscuro en la madurez.

#### Árbol del pan
El Artocarpus altilis, llamado comúnmente árbol del pan o frutipan, es una especie perteneciente al género Artocarpus, de la familia Moraceae nativa de la región Indo-Pacífica (posiblemente el archipiélago malayo) y distribuida desde la antigüedad por toda Oceanía. Se cultivan cientos de variedades distribuidas desde el sudeste asiático (Filipinas, Indonesia), hasta la Polinesia.
El fruto es una infrutescencia desarrollada está compuesta de la unión de muchos gineceos sincárpicos. Generalmente, es redondo, ovalado u oblongo y mide entre 5 a 30 cm de ancho y 9 a 45 cm de largo. Puede pesar entre 250 g y 6 kg. La piel se compone de entre 5 y 7 capas, cada una de las cuales pertenece a una flor individual. La textura es suave y carnosa. Su color oscila entre el verde claro, el verde amarillento, y el amarillo. Algunas especies, como la afara de las Islas de la Sociedad pueden ser rosadas o anaranjadas.

#### Árbol de yaca

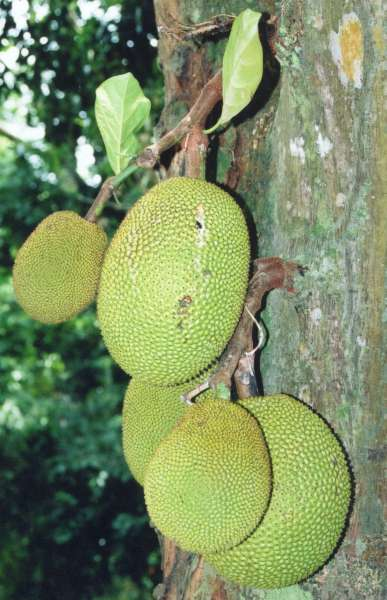
Fruto del árbol de yaca.

El árbol de yaca, nanca, nanjea o panapén (Artocarpus heterophyllus Lam.) es una especie vegetal perteneciente a la familia de las moráceas. Es originaria de Indonesia, aunque también se cree que pudo ser originaria de la India.
Este árbol produce la fruta nacional de Bangladés y de Indonesia. Posee grandes similitudes con el árbol del pan (Artocarpus altilis), originario de Indonesia y Melanesia.
El fruto puede llegar a pesar desde los 30 hasta los 50 kilogramos. Se considera una fruta exótica y tropical, por lo que necesita de cuidados, pero sobre todo buenas condiciones climáticas. Puede producir todo el año estando en constante cuidado y regando continuamente.

#### Anacardo australiano (Semecarpus australiensis)
El Australian cashew nut (Semecarpus australiensis), el anacardo australiano, es un árbol de Australia que se encuentra en los bosques monzónicos. 
Los frutos son carnosos de color naranja y rojo y son inusuales porque tienen las semillas en el exterior en una vaina correoso.

#### Caria (Carya)
Carya, caria o pacana es un género de plantas arbóreas, más raramente arbustivas, de la familia Juglandaceae.

##### Caria blanca
Carya tomentosa, (mockernut hickory, mockernut, white hickory, whiteheart hickory, hognut, bullnut) es un árbol de la familia de las Juglandaceae. Es la más abundante de las carias, común en la mitad oriental de Estados Unidos.
Se le llama caria blanca por el color blanco de su madera.
El fruto, llamado mockernut (nuez burlona), es grande, con una gruesa cáscara con unos granos muy pequeños en el interior.

##### Nuez pecán, fruto deCarya illinoinensis

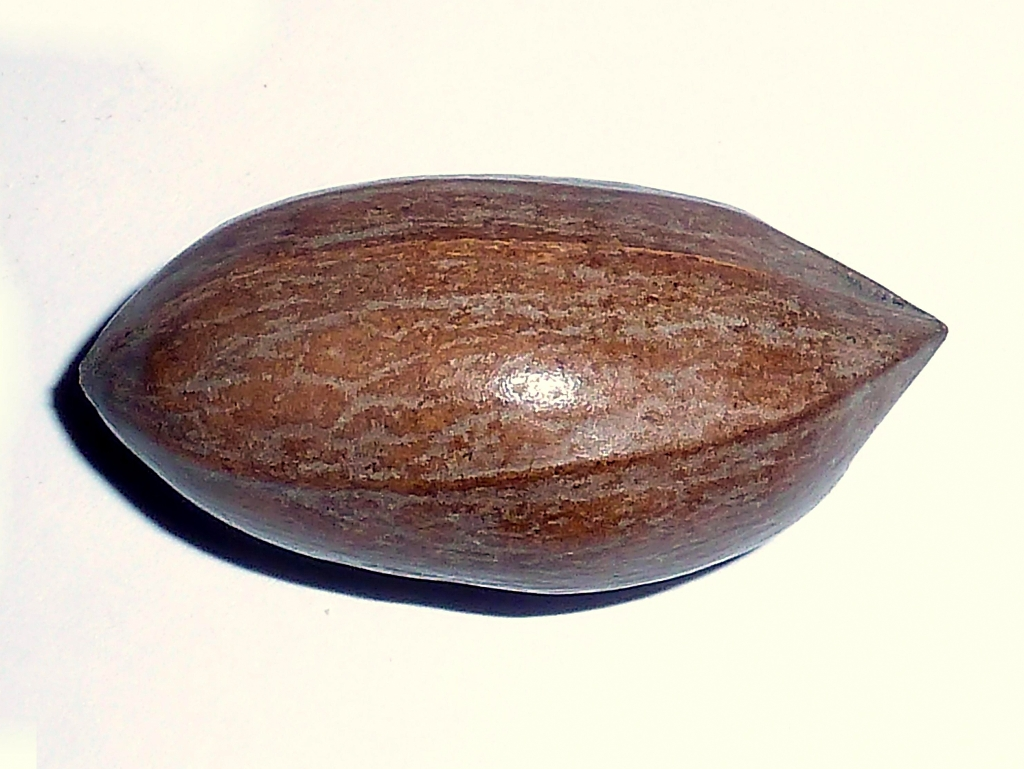
Nuez entera de Carya illinoinensis (Nuez de Pecán). Trima sin el epicarpio/mesocarpio envolvente.

Carya illinoinensis, conocida popularmente como pacano o pecán, es una especie de la familia Juglandaceae. Su origen puede estar en el sudoeste de Estados Unidos.
El fruto, comestible, se denomina pacana, pecana, nuez de pecán, nuez de la isla o nuez encarcelada, entre otros nombres vernáculos. Es indehiscente, tiene color exterior canela, con la superficie suave y brillante, asurcada por trazos longitudinales anastomosados apenas marcados y de color más claro; tiene forma ovoide, cáscara de espesor milimétrico y 4-5 costillas de poco relieve y que no se corresponden con los tabiques internos, sino con las suturas de dehiscencia de la envoltura de la nuez (mesocarpio y epicarpio).

##### Jicaria ovada
Carya ovata, jicoria ovada o hicoria ovada, es una hicoria común en el este de los Estados Unidos y el sureste de Canadá. Es un árbol de hoja caduca de gran tamaño, que crece hasta los 27 m de alto, y puede vivir hasta 200 años. Al igual que el fruto del pecán, su nuez es comestible y tiene un sabor muy dulce.

##### Caria de corteza dura
Carya laciniosa, la caria de corteza dura, es un árbol de la familia de las Juglandaceae.
Las nueces son las más grandes de la familia de las carias y son dulces y comestibles.

#### Coco

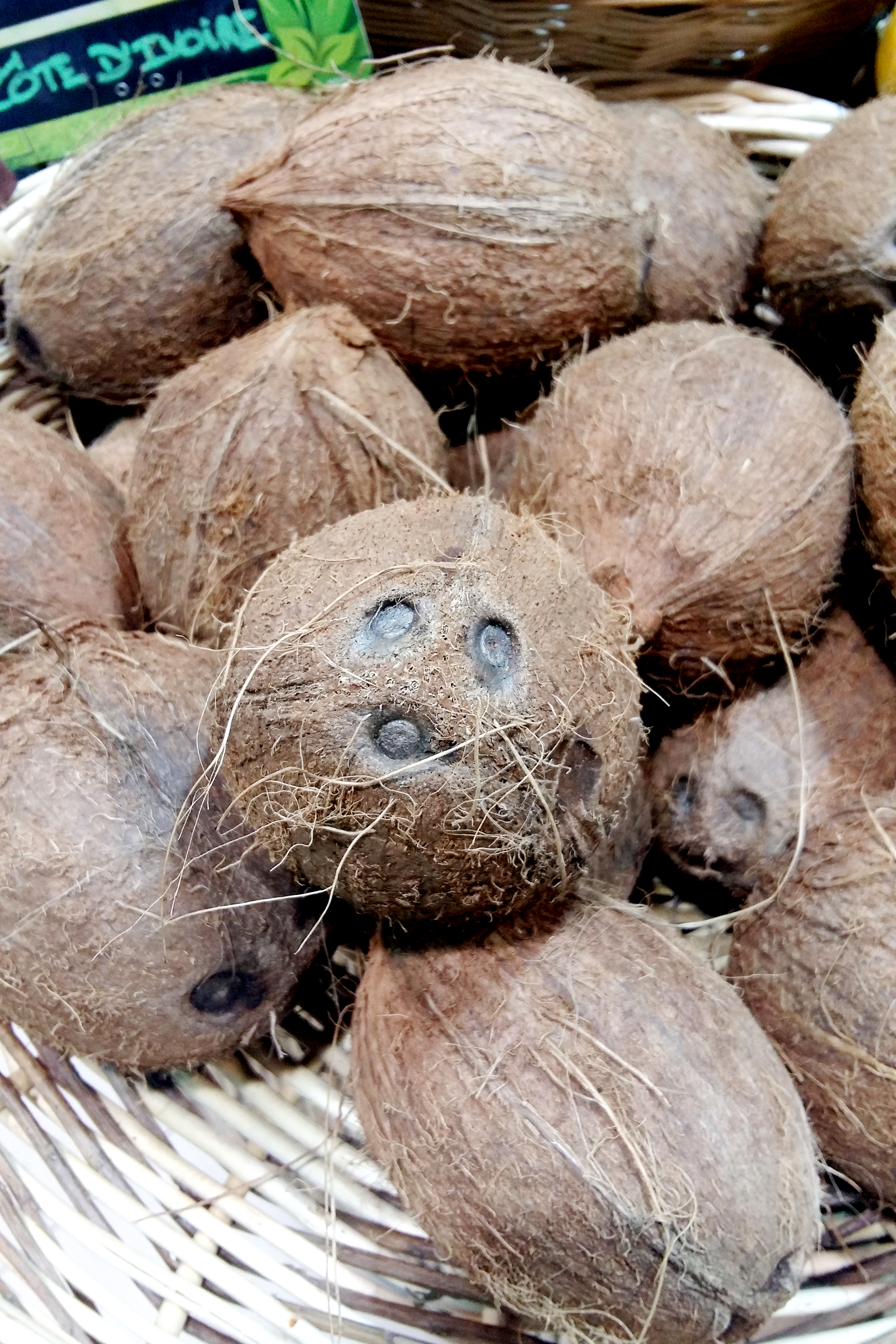
Cocos en un mercado.

El cocotero (Cocos nucifera) es una especie de palmera de la familia Arecaceae.
El origen de esta planta es muy incierto, discutiéndose si es originaria de las costas tropicales asiáticas o de las americanas. Sea cual sea su origen, hoy se encuentra distribuido por las costas intertropicales de todo el mundo, y es probable que su extensión se haya debido a la gran resistencia de su semilla, adaptada a ser diseminada a gran distancia por las corrientes marinas.
El fruto es grande, de sabor agradable típico, dulce, carnoso y jugoso.

#### Durián
El durián o durión (Durio zibethinus) es una especie de árbol de la familia Malvaceae, originario del sudeste de Asia.
Su fruto, especialmente apreciado por los nativos, es de varias formas, de cuadrada a redonda, según la especie, con hasta 40 cm de circunferencia. y entre 2 y 3 kg de peso; tiene un caparazón de espinas de color verde o café, su cáscara es entre pálida y roja, siempre según la especie. Tiene un gusto intenso y agradable, una textura cremosa (como el aguacate) y un olor muy fuerte, que puede disgustar a algunas personas; incluso se ha llegado a decir que es la fruta más apestosa del mundo. Sus semillas son comestibles una vez asadas. Machacadas, sirven para preparar tortas.

#### Nuez del pandano
El karuka (Pandanus julianettii), también llamado nuez del pandano es un árbol de la familia  Pandanaceae originario de Nueva Guinea.  Sus frutos son más nutritivos que los cocos.

#### Mango de Gabón
El mango africano (Irvingia gabonensis) es un árbol fanerógamo que crece en el África tropical.
Distintas culturas africanas incluyen el mango africano como parte de su dieta. Se puede comer la fruta fresca o bien procesarse para hacer gelatina, mermelada, jugo y, a veces, incluso vino.

#### Mongongo
Schinziophyton es un género monotípico perteneciente a la familia de las euforbiáceas. Su única especie, Schinziophyton rautanenii, es originaria de África. Su nombre vulgar más frecuente es mongongo.
El fruto tiene forma de huevo, madura entre marzo y mayo, y contiene una fina capa de pulpa comestible alrededor de la cáscara.

#### Nueces

##### Nogal negro americano
Juglans nigra, el nogal negro americano, es un árbol juglandáceo, pariente del nogal común. Especie muy extendida en Norteamérica, también se cultiva ampliamente por el sur de Europa, el Sur de  Sudamérica y Asia oriental.
Su fruto es drupáceo en trima de envoltura —no derivada del ovario, sino del involucro— semi-carnosa marrón verdosa, indehiscente, con una nuez corrugada en su interior.
Las nueces de nogal negro se encuentran comercialmente en los Estados Unidos. Los frutos secos proporcionan un sabor distintivo como ingrediente alimentario. Usos populares incluyen helados, platos de carne o productos de confitería. 

##### Nogal blanco americano
Juglans cinerea, el nogal blanco americano, es una especie de nogal originaria del este de América del Norte, desde el sur de Quebec hacia el oeste hasta Minnesota, hacia el sur hasta el norte de Alabama y al sudoeste hasta el norte de Arkansas. Está ausente de la mayor parte del Sur de los Estados Unidos.
El nogal blanco es más valorada por sus nueces que por su madera. Los frutos secos son comidos por los seres humanos y animales. Las nueces se suelen utilizar en la cocción y hacer dulces, con una textura aceitosa y sabor agradable.

##### Nogal común
Juglans regia, el nogal común, nogal europeo o nogal español, y, en México, nuez de Castilla, es un árbol monoico y caducifolio de la familia de las Juglandaceae en el orden de las Fagales. Es la especie del género más difundida en Europa, extendiéndose por todo el suroeste y centro de Asia, hasta el Himalaya y sudoeste de China.
Es cultivado extensivamente para la comercialización de sus frutos, las nueces, las cuales se consumen de diversas formas, desde frescas, cocinadas o en repostería. También se utilizan para extraer aceite.

##### Nogal japonés
Juglans ailantifolia, el nogal japonés (japonés: 鬼胡桃 (oni-gurumi)), es una especie de nuez nativa de Japón y la isla rusa de Sajalín. 
El nogal japonés se distingue de Juglans cinerea por sus hojas grandes y las núculas redondas (no ovaladas). 

#### Nuez de areca
Areca catechu es una especie del género Areca, tipo de la familia Arecaceae. Este árbol es una palmera cultivada principalmente para obtener su fruto, la nuez de areca, que se usa en gran parte de Asia y Oceanía por sus propiedades estimulantes.

#### Nuez de Borneo
Shorea es un género  de plantas con flores perteneciente a la familia Dipterocarpaceae con 295 especies descritas.
Son principalmente grandes árboles tropicales de las selvas lluviosas del sudeste de  Asia, desde el norte de India a Malasia, Indonesia y las Filipinas.  Borneo es el punto caliente del género Shorea con 138 especies, de las cuales 91 son endémicas de la isla.
Este árbol se explota por su madera, por su resina y por su nuez, de donde se obtiene un aceite.

#### Nuez de Gabón
Coula edulis es la única especie del género monotípico Coula perteneciente a la familia de las olacáceas. Es un árbol  nativo del oeste tropical de África desde Sierra Leona a Angola. 
La nuez es una drupa elipsoidal, de 3-4 cm de longitud, con carnosidad acompañando a la pepita, de 5-6 mm de espesor, suave en textura, rojo o verde. La cubierta de la pepita es extremadamente dura y dificulta la germinación. Las nueces se encuentran usualmente bajo los árboles.

#### Nuez mantequilla
Caryocar nuciferum, nuez mantequilla, pekea-nut, suari, árbol suari, Souari tree o Sawarri-nut, es una especie botánica de árbol frutal nativa del norte de Brasil, Colombia, Guyana, Guayana Francesa, Surinam, Perú y Venezuela.
Se le ha llamado "quizás el mejor de todos los frutos llamados nueces. El núcleo es grande, suave, e incluso más dulce que la almendra, a la que se asemeja a un tanto en el sabor".
El mesocarpio es graso y pegajoso, sosteniendo 1-4 duras, leñosas, piedras verrugosas, con sabrosos, endocarpios reniformes, que se come crudo o tostado, y produce un aceite comestible. La madera es duradera y se utiliza para la construcción de embarcaciones. El aceite extraído correctamente de sus nueces produce un bálsamo curativo eficaz.

#### Nuez pili
Canarium ovatum, nuez pili, es un árbol perennifolio que alcanza los 20-25 m de altura y hasta 40-50 cm de diámetro, con hojas compuestas con 5 a 7 folíolos.
Sus granos comestibles (nueces Pili o almendras Pili) se pueden tostar y se utiliza en productos de confitería, panadería y cocina y como saborizante para helados, y que contienen el 70 % de un aceite que se puede utilizar para cocinar.

#### Panda oleosa
Panda es un género monotípico perteneciente a la familia de las Pandaceae con una especie, Panda oleosa, de plantas nativas de África y Malasia.
La nuez posee una cubierta muy dura. Las semillas se cocinan y también se obtiene aceite de ellas.

#### Pistacho
El alfóncigo, alfónsigo o pistachero (Pistacia vera L., Anacardiaceae, o algunas veces Pistaciaceae) es un árbol pequeño del género Pistacia, originario de las regiones montañosas de Grecia, Siria, Turquía, Kirguistán, Turkmenistán, Irán, Pakistán y Afganistán occidental, que produce un importante fruto seco para uso culinario llamado pistacho, pistache o alfóncigo.

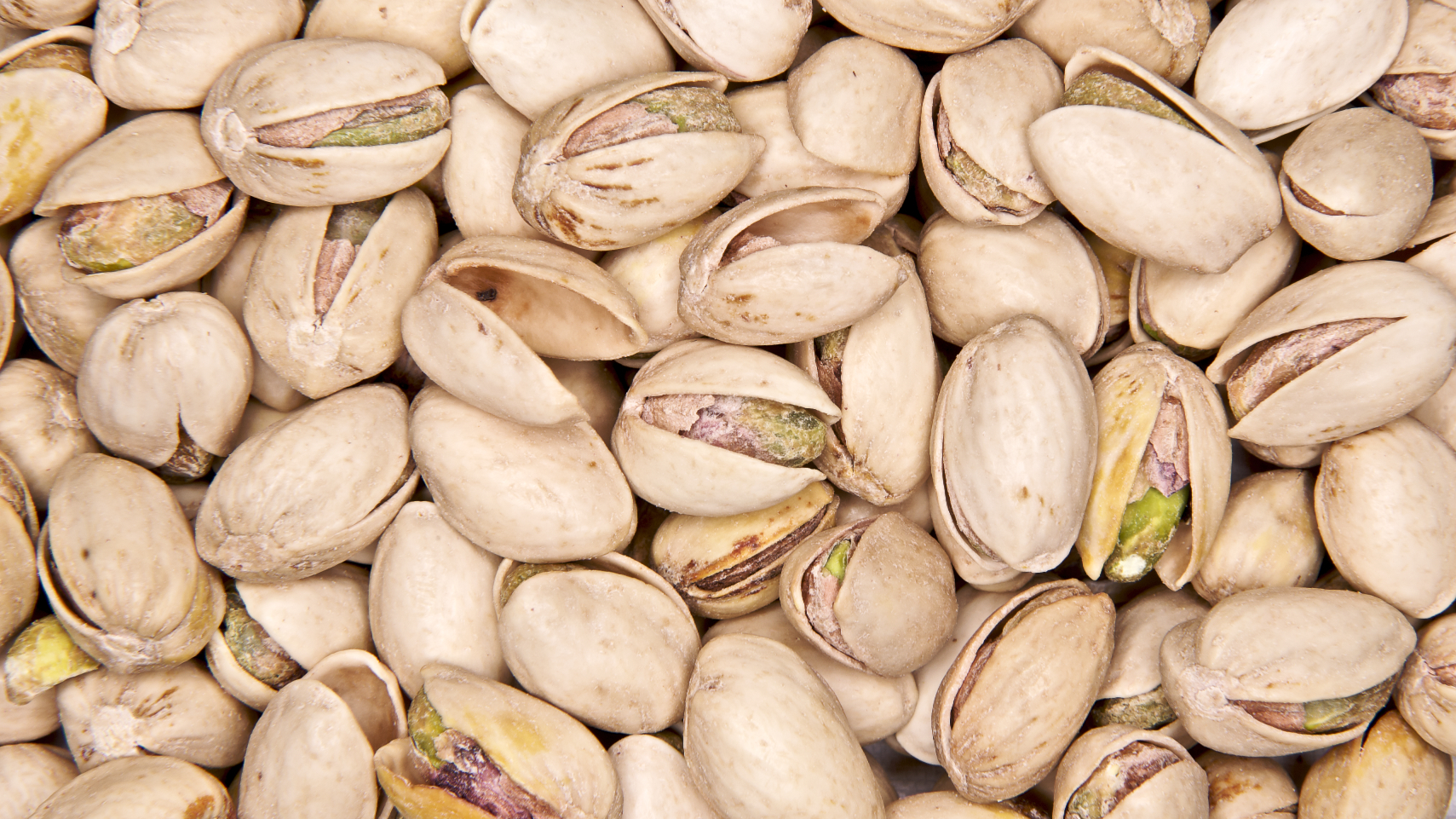
Frutos procesados de Pistacia vera.

Debido a la importancia en alimentación de sus frutos el pistacho es cultivado en muchos lugares del mundo.
El fruto es una drupa que contiene una semilla alargada, que es la porción comestible. Está cubierto por una piel carnosa fina, de color verde. En su interior, bajo una cáscara dura y blanquecina, la semilla, de un color verde pálido, está cubierta a su vez por una piel fina de tono malva, y tiene un sabor característico. Comúnmente considerada como fruto, esta semilla es para uso culinario. Cuando el fruto madura, la piel cambia del verde a un amarillo rojizo otoñal y su cáscara se rompe y abre parcialmente, de manera abrupta.

### Otras plantas relacionadas
No se incluyen en esta clasificación otras plantas con frutos parecidos a las nueces, como, entre las gimnospermas las cicadas, nuez del ginkgo, las Araucarias, el piñón mexicano, ni angiospermas como los frutos de las Macadamias.